# Хансер Гарсія
Хансер Гарсія (ісп. Hanser García, 10 жовтня 1988) — кубинський плавець.
Учасник Олімпійських Ігор 2012 року.
Призер Панамериканських ігор 2011 року.